# Heide Rosendahl
Heidemarie (Heide) Ecker-Rosendahl (Hückeswagen, 14 februari 1947) is een West-Duitse voormalige atlete, die gespecialiseerd was in de meerkamp. Ze had het wereldrecord in handen bij het verspringen, op de vijfkamp en de 4 x 100 m estafette. Ze werd Europees kampioene op de vijfkamp, Europees indoorkampioene bij het verspringen en meervoudig West-Duits kampioene in verschillende atletiekdisciplines. Ook nam ze tweemaal deel aan de Olympische Spelen, waarbij zij twee gouden en een zilveren medaille won.

## Biografie

### Jeugd en eerste successen
Ecker-Rosendahl komt uit een sportieve familie. Haar vader Heinz Rosendahl werd in 1948, 1951 en 1953 nationaal kampioen bij het discuswerpen. Ze groeide op in Radevormwald en viel voor het eerst op, toen zij als zestienjarige bij het verspringen de zes-metergrens passeerde en op de Duitse juniorenkampioenschappen zowel het verspringen als de vijfkamp won. In 1965 startte zij in Keulen met een opleiding voor sportleraar en sloot zij zich aan bij de trainingsgroep van Gerd Osenberg bij TSV Bayer 04 Leverkusen, een legendarische vrouwengroep met atletes in de gelederen als Liesel Westermann, Ellen Wessinghage, Ulrike Meyfarth en Heike Henkel.
Reeds in het volgende jaar wierp deze stap zijn vruchten af. Op nationaal niveau boekte Heide Rosendahl haar eerste succes op seniorenniveau door op de West-Duitse indooratletiekkampioenschappen goud te winnen bij het verspringen, later in het seizoen gevolgd door een eerste nationale titel op de vijfkamp. Internationaal kreeg zij bekendheid door op de Europese kampioenschappen van 1966 in Boedapest op de vijfkamp de zilveren medaille te veroveren.

### Teleurstelling in Mexico
In 1968 maakte Heide Rosendahl op 21-jarige leeftijd haar olympisch debuut op de Olympische Spelen van Mexico-Stad. Deze Spelen verliepen echter teleurstellend voor de West-Duitse, die van een bekend boulevardblad inmiddels het predicaat 'Miss Atletiek' had opgespeld gekregen. Hoewel ze was ingeschreven voor het verspringen en de vijfkamp, kwam zij alleen op het eerste onderdeel uit, waarop zij met 6,40 m op de achtste plaats belandde. Een spierblessure verhinderde haar vervolgens om aan te treden voor de vijfkamp.

### Twee wereldrecords en twee EK-titels
Een jaar later vestigde Rosendahl met 5155 punten een wereldrecord op de vijfkamp. In 1970 volgde haar definitieve doorbraak. Op de universiade in Turijn won zij het verspringen met een wereldrecordsprong van 6,84 m, waarna zij in 1971 eerst bij het verspringen Europees indoorkampioene werd, om vervolgens op de Europese baankampioenschappen in Helsinki kampioene te worden op de vijfkamp en brons te veroveren bij het verspringen.

### Tweemaal olympisch goud
Op de Olympische Spelen van 1972 in München kwam Rosendahl uit bij het verspringen, op de vijfkamp en op de 4 x 100 m estafette. Bij het verspringen en de 4 x 100 m estafette won ze een gouden medaille. Op het tweede onderdeel veroverde zij die samen met haar teamgenotes Christiane Krause, Ingrid Mickler en Annegret Richter in 42,81 s, een wereldrecord. Op de vijfkamp veroverde ze het zilver. Haar puntentotaal van 4791 werd alleen overtroffen door de Britse (uit Noord-Ierland) Mary Peters, die met 4801 het wereldrecord verbeterde.

### Einde sportieve loopbaan
In 1970 en 1972 werd ze verkozen tot Duits sportvrouw van het jaar. In 1973 beëindigde ze haar sportieve loopbaan.
Heide Ecker-Rosendahl, in haar actieve tijd aangesloten bij TSV Bayer 04 Leverkusen, was daarna van 1976-1990 aan Bayer 04 verbonden als trainster. Van 1993 tot 2001 was ze bovendien atletenvertegenwoordigster van de Duitse atletiekbond (DLV). Van 1995 tot 2001 was ze vicepresident van deze bond. In 2008 werd zij onderscheiden met de Orde van Verdienste van de Bondsrepubliek Duitsland, waarna zij in 2011 werd opgenomen in de Hall of Fame des deutschen Sports.

### Privé
Heide Rosendahl trouwde in 1974 met John Ecker, van origine een Amerikaanse basketballer, die aanvankelijk in het team speelde van de Universiteit van Californië, dat het kampioenschap van de National Collegiate Athletic Association won in 1969, 1970 en 1971. Later kwam hij in de Duitse basketbalcompetitie uit voor TSV Bayer 04 Leverkusen en werd hij docent aan het Landrat-Lucas-Gymnasium in Opladen. Ze hebben twee zonen. Een daarvan, Danny Ecker, is polsstokhoogspringer van wereldtopniveau.

## Titels
- Olympisch kampioene verspringen - 1972
- Olympisch kampioene 4 x 100 m estafette - 1972
- Europees kampioene vijfkamp - 1971
- Europees indoorkampioene verspringen - 1971
- Universitair kampioene verspringen - 1970
- West-Duits kampioene 100 m horden - 1969
- West-Duits kampioene verspringen - 1968, 1969, 1970, 1971, 1972
- West-Duits kampioene zevenkamp - 1966, 1968, 1970, 1971, 1972
- West-Duits indoorkampioene 50 m horden - 1971
- West-Duits indoorkampioene verspringen - 1966, 1967, 1968, 1969, 1970, 1971, 1972

## Wereldrecords
| Onderdeel   | Prestatie | Datum            | Plaats |
| ----------- | --------- | ---------------- | ------ |
| verspringen | 6,84      | 3 september 1970 | Turijn |

## Persoonlijke records
| Onderdeel    | Prestatie | Jaar |
| ------------ | --------- | ---- |
| 100 m        | 11,45     | 1972 |
| 200 m        | 22,96     | 1972 |
| 100 m horden | 13,28     | 1972 |
| hoogspringen | 1,70      | 1970 |
| verspringen  | 6,84      | 1970 |
| kogelstoten  | 14,28     | 1968 |
| speerwerpen  | 48,18     | 1966 |
| vijfkamp     | 47911     | 1972 |

14791 volgens de 1971-telling. In de latere 1984-telling zou Rosendahl 4852 punten gekregen hebben, goed voor goud en het wereldrecord.

## Palmares

### 50 m horden
- 1969:  West-Duitse indoorkamp. - 7,05 s

### 100 m horden
- 1969:  West-Duitse kamp. - 13,8 s

### verspringen
- 1966:  West-Duitse indoorkamp. - 6,25 m
- 1966:  EK indoor - 6,49 m
- 1967:  West-Duitse indoorkamp. - 6,32 m
- 1967:  EK indoor - 6,41 m
- 1968:  West-Duitse indoorkamp. - 6,21 m
- 1968:  West-Duitse kamp. - 6,62 m
- 1968: 8e OS - 6,40 m (in kwal. 6,54 m)
- 1969:  West-Duitse indoorkamp. - 6,29 m
- 1969:  West-Duitse kamp. - 6,48 m
- 1970:  West-Duitse indoorkamp. - 6,19 m
- 1970:  EK indoor - 6,55 m
- 1970:  West-Duitse kamp. - 6,72 m
- 1970:  Universiade - 6,84 m (WR)
- 1971:  West-Duitse indoorkamp. - 6,68 m
- 1971:  EK indoor - 6,64 m
- 1971:  West-Duitse kamp. - 6,69 m
- 1971:  EK - 6,66 m
- 1972:  West-Duitse indoorkamp. - 6,48 m
- 1972:  West-Duitse kamp. - 6,72 m
- 1972:  OS - 6,78 m (OR)

### vijfkamp
- 1966:  West-Duitse kamp. - 4498 p
- 1966:  EK - 4765 p
- 1968:  West-Duitse kamp. - 5040 p
- 1970:  West-Duitse kamp. - 5398 p
- 1971:  West-Duitse kamp. - 5158 p
- 1971:  EK - 4675 p
- 1972:  West-Duitse kamp. - 4543 p
- 1972:  OS - 4791 p

### 4 x 100 m
- 1972:  OS - 42.81 s (WR)

## Onderscheidingen
- Duits sportvrouw van het jaar - 1970, 1972
- Orde van Verdienste van de Bondsrepubliek Duitsland - 2008
- Hall of Fame des deutschen Sports - 2011

1948: Olga Gyarmati ·
1952: Yvette Williams ·
1956: Elżbieta Krzesińska ·
1960: Vera Krepkina ·
1964: Mary Rand ·
1968: Viorica Viscopoleanu ·
1972: Heide Rosendahl ·
1976: Angela Voigt ·
1980: Tatjana Kolpakova ·
1984: Anișoara Cușmir-Stanciu ·
1988: Jackie Joyner-Kersee ·
1992: Heike Drechsler ·
1996: Chioma Ajunwa ·
2000: Heike Drechsler ·
2004: Tatjana Lebedeva ·
2008: Maurren Maggi ·
2012: Brittney Reese ·
2016: Tianna Bartoletta ·
2020: Malaika Mihambo ·
2024: Tara Davis-Woodhall
1928: Rosenfeld, Smith, Bell, Cook ·
1932: Carew, Furtsch, Rogers, Von Bremen ·
1936: Bland, Rogers, Robinson, Stephens ·
1948: Stad-de Jong, Witziers-Timmer, van der Kade-Koudijs, Blankers-Koen ·
1952: Faggs, Jones, Moreau, Hardy ·
1956: Strickland, Croker, Mellor, Cuthbert ·
1960: Hudson, Williams, Jones, Rudolph ·
1964: Ciepły, Kirszenstein, Górecka, Kłobukowska ·
1968: Ferrell, Bailes, Netter, Tyus ·
1972: Krause, Mickler-Becker, Richter, Rosendahl ·
1976: Oelsner, Stecher, Bodendorf, Eckert ·
1980: Müller, Wöckel, Auerswald, Göhr ·
1984: Brown, Bolden, Cheeseborough, Ashford ·
1988: Brown, Echols, Griffith-Joyner, Ashford ·
1992: Ashford, Jones, Guidry, Torrence ·
1996: Devers, Miller, Gaines, Torrence ·
2000: Fynes, Sturrup, Davis, Ferguson ·
2004: Lawrence, Simpson, Bailey, Campbell ·
2008: Borlée, Mariën, Ouédraogo, Gevaert ·
2012: Madison, Felix, Knight, Jeter ·
2016: Madison, Felix, Gardner, Bowie ·
2020: Williams, Thompson-Herah, Fraser-Pryce, Jackson ·
2024: Jefferson, Terry, Thomas, Richardson
- Gemeinsame Normdatei: 118749781
- World Athletics: 14352528
- International Standard Name Identifier: 0000 0000 5535 7905
- Library of Congress Control Number: nb2006015469
- MusicBrainz: 1cdf5305-ca2f-4b67-b60f-a8adeeb3318c
- Nationale Bibliotheek van Tsjechië: jo2015867001
- Virtual International Authority File: 67261090
- WorldCat: E39PBJxrRVKFFxgcYgxMVxQcyd